# AFC Door Wilskracht Sterk
L'AFC Door Wilskracht Sterk (Amsterdamsche Football Club Door Wilskracht Sterk), també conegut com a Amsterdamsche DWS o DWS Amsterdam, és un club de futbol neerlandès de la ciutat d'Amsterdam.

## Història
El club va ser fundat el 1907 per Robert Beijerbacht, Theo Beijerbacht i Jansen van Galen amb el nom de Fortuna, però ben aviat canvià a Hercules. El 1909 adoptà el nom de DWS. Els seus primers colors van ser el blau i blanc a franges verticals amb pantaló blanc. L'any 1954 esdevingué professional, disputant els seus partits a l'Olympisch Stadion. Esdevingué campió nacional el 1964. L'any 1972 es fusionà amb el Blauw Wit i el De Volewijckers formant el FC Amsterdam. El DWS continuà com un club amateur en les categories inferiors.

## Palmarès
- Lliga neerlandesa de futbol:[5]
  - 1964
- Copa neerlandesa de futbol:[6]
  - 1963

## Jugadors destacats

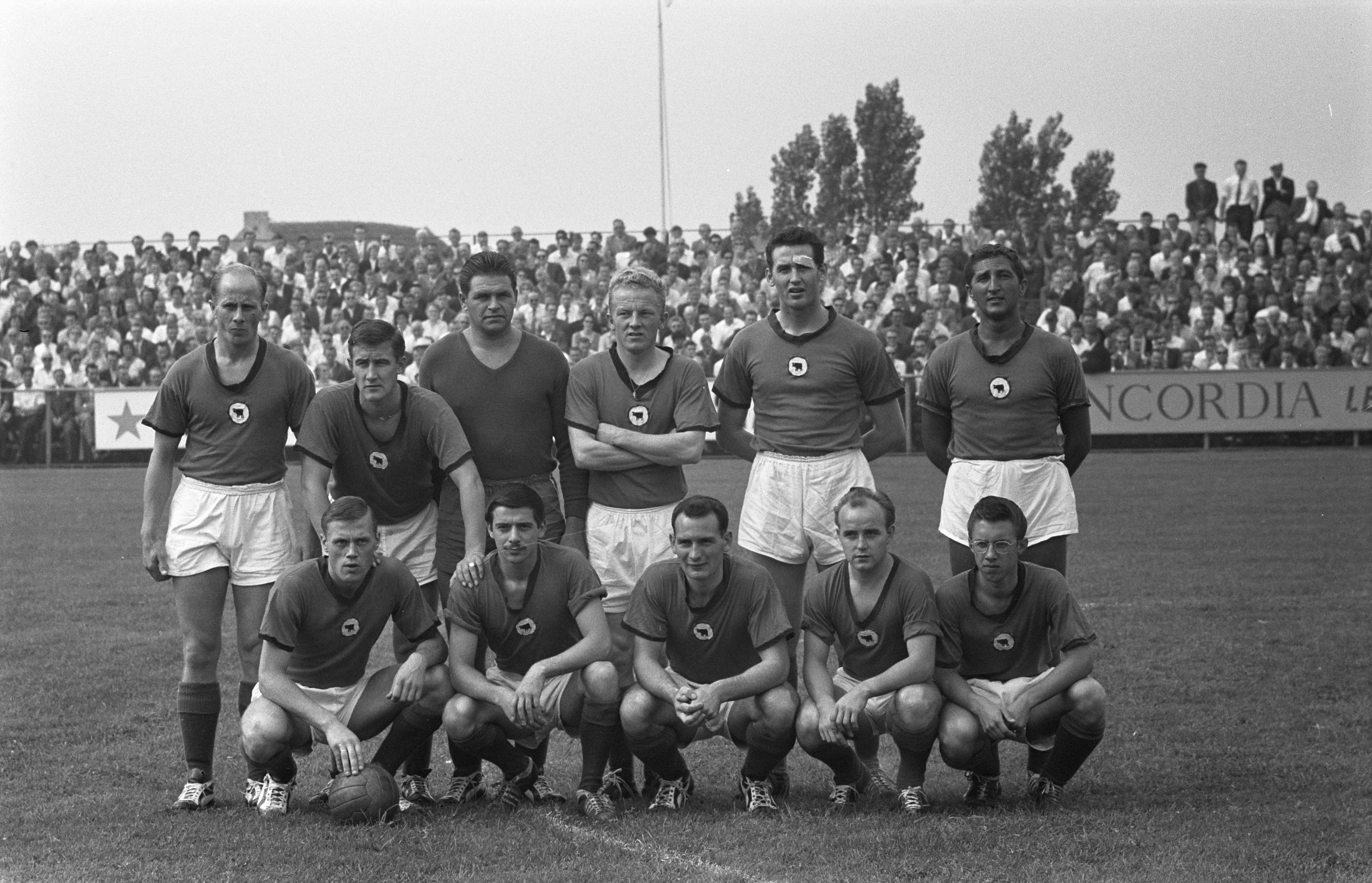
AFC DWS el 1959.

- Evander Sno
- Bertus Caldenhoven
- Kwamé Cruden
- Bram Wiertz
- Guus Dräger
- Piet Spel
- André Pijlman
- Jan Jongbloed
- Frits Flinkevleugel
- Joop de Jong
- Rinus Israël
- Frank Rijkaard
- Ruud Gullit
- John Metgod